# Operacja Chisul
Operacja Chisul (hebr. מבצע חיסול, Miwca Chisul; pol. operacja Zniszczenie) – izraelska operacja wojskowa przeprowadzona podczas I wojny izraelsko-arabskiej w dniach 27-28 grudnia 1948 przeciwko egipskiej armii w zachodniej części pustyni Negew. Była częścią większej operacji Horew. Jej celem było zniszczenie egipskich wojsk znajdujących się w okrążenia w obszarze wioski al-Faludża. Operacja zakończyła się niepowodzeniem Izraelczyków.

## Tło wydarzeń
Gdy wybuchła I wojna izraelsko-arabska, w rejonie arabskich wiosek al-Faludża i Irak al-Manszija ustabilizował się przebieg linii frontu izraelsko-egipskiego. Jednak jesienią 1948 Izraelczycy przeprowadzili operację Jo’aw, przejmując inicjatywę na pustyni Negew. W jej rezultacie, w obszarze wiosek al-Faludża i Irak al-Manszija została otoczona egipska 4 Brygada (około 4 tys. żołnierzy). Pomimo ogłoszenia kolejnego zawieszenia broni, izraelskie dowództwo podjęło dalsze działania dążące do uszczelnienia pierścienia okrążenia tzw. „worka al-Faludża”. Umocniono pozycje zajmowane na odcinkach dotychczas prowadzonych walk (północna, zachodnia i południowa strona okrążenia). Natomiast potajemne działania ofensywne przeprowadzono po stronie wschodniej, w kierunku na Hebron. Działające w tym obszarze dwa bataliony piechoty zajęły szereg arabskich wiosek, w tym Bajt Dżibrin (27 października) i al-Dawajima (29 października). Podczas ataku na tę ostatnią wieś doszło do jednej z najbardziej brutalnych masakr całej wojny – zginęło około 100 cywili, w tym kobiety i dzieci.
Izraelskie dowództwo zakładało, że Egipcjanie zdołają wytrzymać w oblężeniu maksimum do dwóch tygodni czasu. Nie podejmowano więc żadnych większych działań operacyjnych, koncentrując się jedynie na uszczelnieniu pierścienia okrążenia. Przedłużające się jednak oblężenie, wiązało na południu znaczne siły, które nie mogły być użyte na innych odcinkach walk. Poszukując rozwiązania, dowódca 8 Brygady Pancernej Jicchak Sade zaproponował przeprowadzenie jednodniowej operacji Szmone, do której przeprowadzenia zgromadzono duże wsparcie artyleryjskie. Operacja Szmone rozpoczęła się 9 listopada 1948 od ciężkiego ostrzału artyleryjskiego i nalotu trzech ciężkich bombowców B-17 Flying Fortress. Następnie dwa bataliony piechoty wspierane przez czołgi i transportery opancerzone zdobyły strategiczny fort Irak Suwajdan, biorąc do niewoli około 180 egipskich żołnierzy. Operacja w znacznym stopniu zmniejszyła obszar „worka al-Faludża”, ograniczając go tylko do rejonu dwóch wiosek – al-Faludża i Irak al-Manszija. Znajdujące się tam siły egipskie nie miały praktycznie już szans na wyrwanie się z okrążenia. Dużym sukcesem było zdobycie fortu Irak Suwajdan, dzięki czemu wzmocniono ochronę własnych linii komunikacyjnych. W dniu 12 listopada egipski minister wojny Mohammad Haidar zwrócił się z prośbą do jordańskiego króla Abdullaha o udzielenie pomocy w celu uwolnienia egipskiej 4 Brygady znajdującej się w okrążeniu w „worku al-Faludża”. W następnych dniach doszło do tajnych konsultacji pomiędzy rządami Egiptu, Transjordanii, Iraku i Syrii, w rezultacie czego powstał plan operacji Damaszek. Syria zgodziła się przegrupować dwa swoje bataliony piechoty do północnej Samarii, aby zluzowane w ten sposób dwa irackie regimenty przenieść na południe z celem przeprowadzenia ataku na linii Bajt Dżibrin – al-Faludża. Realizacja tego planu była jednak nieustannie odwlekana w czasie, ponieważ istniały duże rozbieżności na temat sposobu ewakuacji 4 tys. egipskich żołnierzy. Dużym problemem była konieczność zniszczenia ciężkiego sprzętu wojskowego i wycofanie Egipcjan pieszo przez trudne górskie tereny. Dla egipskiej armii oznaczało to bardzo dużą stratę, dlatego poszukiwano innych rozwiązań. Tymczasem dostarczano im zaopatrzenie drogą powietrzną. Ze względów bezpieczeństwa wszystkie loty odbywały się jedynie nocą.  W okresie od 22 października do 16 listopada odbyło się 87 lotów z amunicją, lekami i żywnością dla oblężonych żołnierzy. Następnie przygotowano tymczasowy pas startowy „Oman” pomiędzy Betlejem a Hebronem. Egipskie samoloty mogły tutaj lądować, aby uzupełnić paliwo i załadować kolejne towary. W ten sposób przewieziono 90,7 ton zaopatrzenia.
W dniu 1 grudnia w Ammanie odbyła się pierwsza w historii konferencja zatytułowana „Jerycho”, w której udział wzięło około 3 tys. delegatów z terytoriów Palestyny pozostających pod kontrolą wojsk jordańskich. Postanowili oni, że „Palestyna będzie częścią jednego Królestwa Haszymidzkiego i przysięgają wierność Jej Królewskiej Mości Królowi Abdullah bin al-Husajnowi”. Decyzja ta była wyrazem ambitnych planów króla Abdullaha, który zamierzał podporządkować sobie Zachodni Brzeg ze Wschodnią Jerozolimą. Wywołało to jednak silne sprzeciwy pozostałych państw arabskich, z których najgłośniejszy sprzeciw wniósł Egipt. Starając się uspokoić emocje, król Abdullah wysłał do Egiptu swojego ministra z listem, w którym wyjaśniał, że decyzja Konferencji „Jerycho” była wyrazem opinii ludności Palestyny, z których 700 tys. jest uchodźcami. Abdullah wysłuchał ich prośby, i jak twierdził w tym liście, wysłuchał i wziął ich pod swoją opiekę. W odpowiedzi, egipski minister Nugruszi Pasza napisał, że Egipt zawsze stał na stanowisku, że armie arabskie wkroczyły do Palestyny aby ratować naród arabski, a następnie utworzyć państwo z własnymi rozwiązaniami politycznymi, będącymi odzwierciedleniem poglądów i przekonań palestyńskich Arabów. W liście tym podkreślił, że Egipt zawsze przestrzegał zasady, że Palestyna jest dla swojego narodu i ma nadzieję, że decyzja jordańskiego króla nie sprzeciwi się tym poglądom. Dodatkowo, król Faruk I wezwał przywódców innych państw arabskich, aby rozpoczęli współpracę przeciwdziałając planom Abdullaha o narzuceniu haszymidzkiej dominacji w regionie. Wszystkie te działania potwierdzały rosnącą różnicę poglądów pomiędzy Egiptem a Transjordanią. Zwróciła na to uwagę Wielka Brytania, która potrzebowała współpracy pomiędzy tymi obydwoma państwami, aby utrzymać swoje interesy na Bliskim i Środkowym Wschodzie. Dlatego brytyjski minister spraw zagranicznych Ernest Bevin przedstawił plan podziału pozostałych po Palestynie terytoriów pomiędzy Egipt i Transjordanię. W ten sposób król Abdullah otrzymałby Zachodni Brzeg ze Wschodnią Jerozolimą, natomiast król Faruk otrzymałby część pustyni Negew ze Strefą Gazy. Propozycja ta wymagała jednak niezwykłej delikatności względem państwa żydowskiego, dlatego Brytyjczycy usilnie nakłaniali Abdullaha by kontynuował negocjacje z Izraelem.
Izraelskie dowództwo zdawało sobie sprawę, że zbliża się koniec wojny. Dlatego strategiczną koniecznością wydawało się poszukiwanie jak najszybszych rozwiązań na Negewie, tak aby przeszkodzić zatrzymaniu tych terenów przez Egipt. Dodatkową trudnością dla Izraela była konieczność utrzymywania dużej armii w ciągłej gotowości bojowej. Nowo utworzone państwo żydowskie miało bardzo ograniczone możliwości finansowe, a koszty utrzymywania ponad 100 tys. żołnierzy bardzo ciążyły na całej gospodarce. Z tych powodów, Dawid Ben Gurion był gotowy zaryzykować wzrost międzynarodowego niezadowolenia, niż przedłużać obecny impas na froncie południowym. Sztab Generalny przystąpił więc do opracowywania planu operacji Horew (22 grudnia 1948 – 7 stycznia 1949), której celem było usunięcie wojsk egipskich z Negewu. W jej pierwszym etapie doszło do bitwy o Bir Tamila (25-26 grudnia) i bitwy o Audżę (26-27 grudnia), dzięki którym Izraelczycy otworzyli dla swoich zmechanizowanych kolumn otwartą drogę na półwysep Synaj. Jednak zanim przystąpiono do realizacji drugiej fazy operacji Horew, postanowiono zlikwidować „worek al-Faludża”. W tym celu przygotowano plan operacji Chisul, który zakładał zdobycie wioski Irak al-Manszija. W rejonie tym stacjonowało blisko jedna trzecia okrążonych wojsk, i zakładano, że ich upadek spowodowałby kapitulację pozystałych sił w „worku al-Faludża”.

## Układ sił

### Siły arabskie
W rejonie tzw. „worka al-Faludża” w okrążeniu znajdowała się 4 Brygada licząca 4 tys. żołnierzy. Zajmowali oni dobrze ufortyfikowane pozycje. Organizacją obrony dowodził Mahmud Taha.

### Siły żydowskie
Zadanie zniszczenia okrążonych wojsk egipskich powierzono Brygadzie Aleksandroni.

## Przebieg operacji

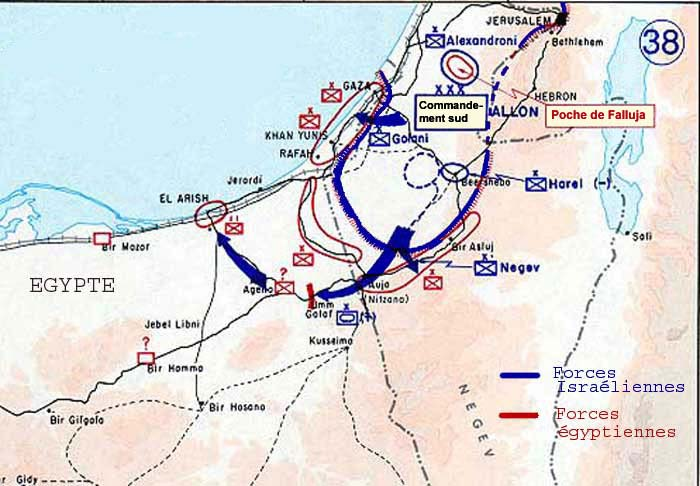
Przebieg operacji Horew

Operacja Chisul została poprzedzona dwudniowym ostrzałem artyleryjskim i bombardowaniami powietrznymi „worka al-Faludża”, które trwały nieustannie od 25 grudnia 1948.
W nocy z 27 na 28 grudnia natarcie na wieś Irak al-Manszija rozpoczął 36 Batalion. Natrafił on jednak na bardzo dobrze zorganizowane egipskie linie obronne, i natarcie utknęło pod silnym ogniem karabinów maszynowych i moździerzy. Pomimo to, kompania A i B zdołały wedrzeć się do wsi, a następnie kompania C zajęła wzgórze górujące nad okolicą. Wykorzystując przewagę taktyczną, Izraelczycy opanowali do godziny 4:30 nad ranem całą wieś. Równocześnie 35 Batalion wysadził most na drodze prowadzącej do al-Faludża, uniemożliwiając dotarcie tędy egipskich posiłków. W momencie tym wydawało się, że wojska egipskie z łatwością ulegną. Izraelscy żołnierze dopuścili się wówczas zbrodni wojennej, zabijając kilku jeńców wojennych. Ten błąd kosztował Izraelczyków przegraną całą bitwę, ponieważ Egipcjanie postanowili walczyć do zwycięstwa lub zginąć.
Rankiem 28 grudnia, w rejon Irak al-Manszija dotarła kolumna egipskich pojazdów pancernych. Egipcjanie szybko sforsowali izraelskie pozycje obronne przy drodze i wysadzonym moście, po czym piechota rozpoczęła walki o każdy dom we wsi. Szybko rosnące straty, zmusiły Izraelczyków do podjęcia decyzji o wycofaniu się. Kompanie A i B wycofały się, jednak większość kompanii C została otoczona w kilku obejściach u podnóża wzgórza. Prawie wszyscy oni zginęli w walce, i zostali pochowani w zbiorowej mogile. 5 żołnierzy trafiło do niewoli.

## Reakcje i następstwa
Operacja zakończyła się niepowodzeniem Izraelczyków. Stała się ona silnym wzmocnieniem morale Egipcjan w „worku al-Faludża”, zachęcając ich do dalszej walki i rezygnacji z myśli o kapitulacji.
Zawarte 24 lutego 1949 izraelsko-egipskie zawieszenie broni umożliwiło Egipcjanom wycofanie swoich wojsk z okrążenia. 26 lutego egipska kolumna swobodnie wycofała się w kierunku półwyspu Synaj. Razem z nimi uciekła większość arabskich cywili.